# Kriptikus keresztrejtvény

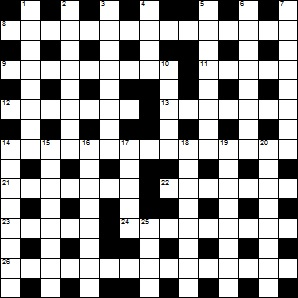
Kriptikus keresztrejtvény Leeuwarder Courant

A kriptikus keresztrejtvény a keresztrejtvényeknek egy igen érdekes változata, amiben minden kérdés egy külön feladat, enigma, vagyis találós kérdés. Ebben a kérdést a feladat nyitjának vagy kulcsának is lehet nevezni, ami tulajdonképpen egy utasítás a találós kérdés megoldására.

## Népszerűsége
Kriptikus keresztrejtvényt (rövidítve ebben a cikkben: KK) Nagy-Britanniában majdnem minden országos napilap közöl, meg úgynevezett gyors keresztrejtvényt is. Ez utóbbi egyszerű kérdés és felelet alapján működik.
Az újságokban megjelenő KK-k közül a The Times-é elismerten az egyike a legnehezebbeknek. A The Guardian keresztrejtvényét sokan szeretik annak kifinomítottsága, humora és furasága miatt. Kanadai napilapokban szintén van KK. Amerikában a New York Times kivételével csak heti- és havilapokban jelenik meg KK, de lehet találni KK-t az ún. Games magazinesokban és a National Puzzler’s League Enigma folyóiratában.

## Hogy működnek a kriptikus keresztrejtvény-kulcsok (meghatározások)
Lényegében a KK kulcsa pontosan megadja a megoldást, de csak akkor, ha nagy körültekintéssel olvassuk. A kulcs első olvasásra való értelmezésének általában semmi köze sincs a válaszhoz, és csakis figyelemelvonásra szolgál. A feladat az, hogy úgy olvasd a kulcsot, hogy értelmes választ bogozz ki belőle.
A választ a kulcs tipikusan kétféleképpen írja le, bármilyen sorrendben. Ezek egyike egy definíció, amely pontosan leírja a választ, vagyis amelyben a mondatrészeknek korrekt számban és esetben, igéknek korrekt módban, időben, esetben stb. kell lenniük. A kulcs másik része (al-fogalmazványa) pedig egy szójáték, amely egy másodlagos definíció is lehet. A kettő között olykor lehet egy kapcsolószó is, mint például „lehet”, „által”, „talán” stb. A kettő közötti határvonalat megtalálni a fejtő feladata.
Mivel a választ a kulcs pontosan – néha többször is – megadja, a fejtőnek nem kell kétkednie minden válaszban, a kérdés–válasz keresztrejtvénytípussal ellentétben. Ez utóbbi esetében sokszor a válasznak több szó is megfelelhet.
Itt van egy példa magyarázattal.
Mint kulcsot a következő szöveget olvasod:
Büszke? Nem, de különös, bátor, hogy körülötte pusztaság.
Válasz: HORTOBÁGY
Magyarázat:
1. Az első négy szó közül csak a negyediknek van jelentősége és azt mutatja, hogy az ötödik szó egy anagramma, a többinek semmi köze a válaszhoz.
2. A bátor szó a “rtobá” szókeveréknek az anagrammája.
3. A “hogy” szó a “rtobá” körül van, ami
4. Pusztaság-ot eredményez, ami HORTOBÁGY.
A KK-ben sok jelző vagy rámutatószó van, amelyek asszimilálása fontos feladata azoknak, akik ezen keresztrejtvénytípus mesterévé szeretnének válni.

## Kulcstípusok

### A tisztán kriptikus kulcstípus
Ez volt az eredeti kriptikus kulcsforma, ami ma a francia double entendre kifejezésnek megfelelő kétértelmű szó, és általában annak a ritkábban előforduló értelmezését jelenti, vagy egy olyant, ami egy speciális esetre vonatkozik.
Rávezető szó vagy kifejezés Nincs
Példa
Kulcs Szóbeli dicséret?
Megoldás ALLELUJA
Magyarázat A szó Isten-dicséretet jelent, vagyis a dicséret egy külön esetét, és ezt a kulcs utáni kérdőjel is megerősíti.
Még egy példa egy angol nyelvvel kapcsolatos kulccsal
Kulcs London angol virágja
Megoldás TEMZE
Magyarázat Virág angolul flower, de flower azt is jelenti, ami folyik.
Az angol nyelv számtalan ilyen kétértelmű vonatkozásra ad lehetőséget, mert sok angol szó lehet vagy ige vagy alany ragozatlan formában. A magyarban ez kissé komplikáltabb lesz a ragozás miatt. Például a vagy szó ige értelemben ragozva van, ami nehezebbé teszi annak az alternatíva értelmezésben való kétértelmű használatát.
Az „értelmes” szó okosságot jelent, de erőltetve valami olyan dolgot is jelenthetne, aminek értelme van, vagy ami értelmezve van, tehát értelmezett. Az angol kriptikus keresztrejtvényekben nem ritka az ilyen erőltetett értelem, amire jó példa a következő szakasz, (1.5.2) kulcsa.

### Kettős definíció
Rávezető szó vagy kifejezés Nincs
Példa
Kulcs Francia beszédben féltékeny ablakrácsok.
Megoldás ZSALU
Magyarázat A beszédben szó itt a fonetikára utal, vagyis a francia jaloux szó magyaros írására. Itt tehát a megoldás kétszeresen van meghatározva: 1) A francia jaloux (féltékeny) szó fonetikusan zsalu és 2) Rácsosablak-zsalu.
Még egy ilyen példa
Kulcs Hibás Kiss Károly játék.
Megoldás KARIKA
Magyarázat Hibás Kiss Károly: Ez hibás, mert két s-sel van írva (első definíció) és játék (második definíció).
Megjegyzés Ez a kulcstípus amerikai újságokban nincs megengedve, de britekben igen.

### Rejtett szavak
Ezen kulcstípus alkalmazásakor a megoldás a kulcsban magában van elrejtve.
Rávezető szó vagy kifejezés Részben, része, benne, darabja, alkotórésze, rejti, rejtőzik, tartalmaz, környezetében stb.
Példa
Kulcs Valamikor egyszer, elemi iskolában kellett ezt az erős vonzalmat kifejező szó értelmét megmagyarázni benne.
Megoldás SZERELEM
Magyarázat Felesleges
Megjegyzendő A kriptikus keresztrejtvény szerkesztői törekszenek arra, hogy a kulcs ne legyen teljesen értelmetlen.

### Megfordítás
A megfordítás egy olyan megoldás, amit a kulcsszó meghatározásának megfordításából nyerünk.
Rávezető szó vagy kifejezés Visszafelé, vissza, hátra, fel, le, emelkedik, esik, rossz irányban, tükörkép stb.
A magyar nyelvben ilyen kulcsformára nem sok példát lehet találni.
Példa
Kulcs Vissza, a háztetőn szükséges ez az alap, nem a földön.
Megoldás PALA
Magyarázat Nem szükséges

### Rejtett visszafelé
Ez a kulcsfajta az 1.5.3 és az 1.5.4 kombinációja, összekapcsolása.
Megjegyzés Erre példákat megint nem túl könnyű magyarban találni, akárcsak az előző kulcstípusban
Rávezető szó vagy kifejezés Ez is hasonlít a két előző eset összetételéhez.
Példa
Kulcs Ez a nő szeret zsebpénzt kapni vissza.
Megoldás ESZTER
Magyarázat Nem szükséges
Még egy példa
Kucs Tégla lapos? Igen, ha fordítva rakjuk!
Megoldás PALA
Magyarázat Nem szükséges

### Charade-kulcs
Ez a kulcstípus a nevét a charade (találós kérdéses) játékból kapta, ami a magyar Amerikából jöttünk, mesterségünk címere XY játékhoz hasonló.
A kulcstípusnál a megoldás egy hosszú szó, több kulcs összeragasztásával készül. Hogy a szavak milyen sorrendben jönnek, azt a szerkesztő nem mindig mutatja be.
Példa
Rávezető szó vagy kifejezés Ismételten a típusra mutató szó, benne lehet a kulcsban.
Kulcs A kebel elfogyasztotta az oldalán.
Megoldás MELLETTE
Magyarázat Mell-ette (ette a mell oldalán).

### Tartalmazás
Ez a kulcs hasonlít az előzőhöz, de a megoldás a két szót egymásba rakja.
Rávezető szó vagy kifejezés Megint, mint az előző esetben, ez egy olyan irányítószó, mint például benne vagy körülötte stb.
Példa
Kulcs Nyírás gyorsan a lóháton, de hajófarok hiányzik belőle.
Megoldás VÁGÁS
Magyarázat Vágás, ami vágtatás hajófar, tat nélkül.
Megjegyzés Sajnos a kulcs olykor értelmetlenség, de a szerkesztő igyekszik az ilyet elkerülni.

### Anagramma
Ennek a kulcstípusnak a megoldása a kulcs betűinek teljes vagy részleges keveréke.
Rávezető szó vagy kifejezés Ezt sokszor a megoldónak kell felfedezni, de olykor olyan szavak, amelyek megkeverésre céloznak. Így a kevert, bajos, probléma, beteg, zavarban, ittas, stb. szavak anagrammát rejtenek. Ilyen szavak ezrével vannak, és ezek itt felsorolhatatlanok. Több ilyen szóra angolul lásd az angol szócikk Anagrams fejezetét.
Szerencsére olykor a szerkesztő a megoldónak kedvében jár, és beírja a kulcs végén, hogy ez egy anagramma.
Példa:
Kulcs Angol keverék egy Izrael melletti magaslat.
Megoldás GOLAN
Magyarázat Nem kell hozzá
Még egy példa
Kulcs …talán ha volna szeme!
Megoldás LÁTNA
Magyarázat Nem kell
Egy harmadik példa; hagyd ezt ki, ha csak passzívan olvasod a cikket
Kulcs Legyen bátor hogy ha csikós akar lenni!
Megoldás Erre a válasz nincs megadva. Nézd, meddig tart megfejteni! Ha sokáig nem megy, szólj a szerkesztőnek!
Magyarázat Nincs
Egy negyedik példa; hagyd ezt ki ha csak passzívan olvasod a cikket
Kulcs Talán drága a maszk ezen a szigeten?
Megoldás Erre a válasz megint nincs megadva. Nézd, meddig tart megfejteni! Ha sokáig nem megy, szólj a szerkesztőnek!
Magyarázat Nincs

### Homonímia
Egy szó egy másik homofónja, ha másképp írják, de ugyanúgy ejtik. A magyar nyelvben ilyenre nincs sok példa, de az angolban sok van.
Rávezető szó vagy kifejezés úgy hangzik, úgy mondják, úgy hallszik a hallgatóknak stb.
Példa Egy magyar példán még gondolkozni kell. Angol példa might (fordítása hatalom vagy lehetséges) és mite (kis bogár). Mindkettő ejtése májt.
Kulcs ?
Megoldás ?
Magyarázat ?
Megjegyzés A fenti angol példában a kulcsot úgy kell fogalmazni, hogy a zárójelben feltüntetett kettős értelmű (nem kétértelmű) szónak csak az egyikét jelentse.

### Törlés
Ennél a kulcstípusnál a megoldás a kulcs egyik szavának vagy kifejezésének a rövidítése az első, az utolsó vagy a kifejezésben előforduló betű kihagyásával, vagy egy másik szónak a kulcs közepéből való kitörlésével.
Rávezető szó vagy kifejezés Lefejezett, végtelen, kibelezett stb.
Példa
Kulcs Feleséges végtelen birtoka
Megoldás HÁZA
Magyarázat Feleséges: házas, birtoka: háza
Még egy példa
Kulcs Feleséges. Jól dolgozik otthon, de igen hiányzik!
Megoldás HÁZAS
Magyarázat Az I betű sokszor (pl. kérdőívekben) a helyeslést („igen”) jelenti, és ez hiányzik a házias szóból.
Megjegyzés Ez kissé komplikált.

### Kombinációs kapcsolat
Ez a kulcs több szójátékos kulcstípus keveréke.
Rávezető szó vagy kifejezés Nincs
Példa
Kulcs Így hívsz egy csukát, például egy tájon való fúrás mellett; a szó hozzádér!
Megoldás IDEHALLIK
Magyarázat Kissé komplikált! Hívás: Ide hal! Fúrás: tájszólásban lik, és a szó hozzádér, vagyis hallik.
Még egy példa
Kulcs Illatos növényes jön hozzá előbb, egyenesben várakozók vissza utána.
Megoldás KAPROS
Magyarázat A kap és a sor szavak kombinációja (hozzájön = kap; sor = sorbanállók, illetve várakozók).

### & lit
Ez ritkán használt kulcstípus az angolból and literally (és így van szó szerint), ami azt jelenti, hogy a kulcs/meghatározás és a megoldás azonosak.
Rávezető szó vagy kifejezés Néha ezt a típust felkiáltójel mutatja.
Példa Ezen még gondolkozni kell (nézd az angol példát).
Kulcs
Megoldás
Magyarázat

## Külső hivatkozások
- Cryptic Crossword Tutorial (angolul)
- Cryptics Monthly (angolul)
- A great British obsession (article from The Guardian, extracted from the above book by Sandy Balfour) (angolul)
- Ximenean clueing (angolul)
- The Australian Crossword Club (angolul)
- Blog on Times cryptics (angolul)
- Blog on Guardian and Independent cryptics (angolul)